# Seong Seung-min
Seong Seung-min (성승민?; Daegu, 13 maggio 2003) è una pentatleta sudcoreana.

## Biografia
Nel 2024 si è laureata campionessa del mondo a Zhengzhou davanti al duo ungherese Blanka Guzi e Rita Erdős, mentre nella prova a squadre, insieme a Jun Woong-tae e Kim Soeng-jin si è classificata seconda dietro proprio alle magiare.
Grazie al successo iridato è riuscita a qualificarsi per i Giochi olimpici di Parigi 2024 dove, dopo aver superato le semifinali con il quarto punteggio, si aggiudica la medaglia di bronzo dietro a Michelle Gulyás e Élodie Clouvel.

## Palmarès
- Giochi olimpici:

Parigi 2024: bronzo nell'individuale.
- Mondiali

Zhengzhou 2024: oro nell'individuale e argento a squadre.